# Henri Delaage
Henri Delaage, né le 28 juin 1825 à Paris où il est mort le 15 juillet 1882, est un écrivain et journaliste français, versé dans l’occultisme.

## Biographie
Fils puîné de Clément-Joseph Delaage, baron de Bellefaye, receveur principal des douanes, mort en 1861, et de Virginie Chaptal (née en 1795), épousée en 1818, fille du comte Chaptal, pair de France, Delaage a touché un peu à tout, au journalisme, à l'art, au théâtre, sans jamais vraiment s'impliquer dans ces domaines ou se prendre très au sérieux.
Ami de presque toutes les personnes illustres de son temps, Balzac, Eugène Sue, Lacordaire, Alfred de Musset, les deux Dumas, Alphonse Esquiros, Joseph Sobrier, Heine, Arthur de La Guéronnière, Jules Claretie, Henry de Pène, il avait ses entrées partout. Il a écrit Le Diable rouge : almanach cabalistique pour 1850 en collaboration avec Gérard de Nerval, qu’il accompagnera à sa dernière demeure, le 30 janvier 1855.
Apôtre des plus convaincus du spiritisme, il tente en vain de 1847 à 1855, de se faire un nom dans les lettres en publiant nombre d’ouvrages relatifs à l'occultisme et au magnétisme, fatras de philosophie mystique, dont la postérité ne gardera pas grand chose. Persuadé d’être médium, il racontait très sérieusement que, quand il s’ennuyait, la nuit, il invoquait, dans la petite chambre de son meublé, les âmes des plus grands personnages. Sollicité, à plusieurs reprises, de faire ces évocations en public, il s’y est toujours prêté de la meilleure grâce du monde. Seulement, la démonstration ratait invariablement « parce qu’il se trouvait dans l’assistance quelqu’un qui ne leur convenait pas », et il était seul à être sensible à la présence des esprits.
En 1848, il est journaliste à l’Evénement. Il « a fait du journalisme en spirite, et du spiritisme en journaliste, qui fréquentait avec la même conviction les églises et les théâtres, et qui soupait avec des actrices après avoir diné avec des abbés. » À cette époque, il était très lié avec les hommes qui devaient faire par la suite la révolution. Avec Esquiros et Sobrier, il a même collaboré un moment, en 1848, à La Commune de Paris (d)  de Joseph Cahaigne (d) . Sous l’Empire, ses opinions politiques se sont adoucies, et il ne dépassait pas guère comme relations la société du vicomte Arthur de La Guéronnière.
Il avait une façon de vivre particulière. Chaque matin, en sortant de chez lui, il déjeunait invariablement d’une tasse de café et d’un cigare. Cela lui suffisait pour attendre l’heure du diner et il avait presque toujours à choisir entre deux ou trois invitations. Son diner fait, il allait flâner dans les coulisses de quelque petit théâtre, puis vers minuit et demi, il venait retrouver son ami de Pène au Paris-Journal (d), lui racontait les petits potins du jour, et ne rentrait à l’hôtel meublé de la rue Duphot, où il occupait depuis 1846 ou 1847 la chambre nº 13, qu’après avoir préalablement accompagné de Pène jusqu’à sa porte.
De 1850 à 1870, il a eu une réelle influence dans le monde des lettres et des théâtres, où il a joué un rôle de découvreur. Les jeunes débutants s’adressaient à lui pour se faire ouvrir les portes d’un journal, les filles ignorées sollicitaient son appui pour entrer au théâtre. Ainsi c’est lui qui a lancé Rigolboche. Nombre de célébrités littéraires et dramatiques de toutes sortes sont sorties de sa petite chambre de la rue Duphot, dont la clef était toujours sur la porte. Delaage recevait les visiteurs et même les visiteuses sans sortir de son lit, ce qu’il appelait plaisamment « son petit lever ». Il écoutait tout le monde, promettait à tout le monde, et tenait assez souvent parole. Il a été une sorte le baromètre de la faveur publique.
Sans être précisément dans la gêne, Delaage n’était pas riche. Après la révolution de 1848, il lui restait, pour toute fortune, une somme de 60 000 francs environ. Au lieu de la placer en rentes ou en obligations de chemins de fer, ce qui lui aurait tout au moins assuré un petit revenu annuel, il a préféré convertir cette somme en pièces de 20 francs et les accumuler dans le fond d’un coffre, où il ne puisait que de temps à autre un louis, puisqu’il ne dépensait presque rien. Des vingt-cinq francs par mois, que lui coûtait sa chambre à l’origine, le loyer en avait bien un peu augmenté avec les années, mais il n’avait jamais voulu déménager.
Atteint d’une triple affection : hydropisie, hypertrophie du cœur et inflammation de la vessie, ses derniers moments n’ont été qu’une longue crise, et il a succombé après quelques jours de maladie.
Peu avant sa mort, il publie La Science du vrai, après trente ans de silence, offrant ainsi une forme de testament littéraire : « Le moyen de vivre heureux, Virgile l'a placé dans la connaissance des causes cachées des choses et, dans son discours sur la montagne, où il indique la source des béatitudes, le Christ rend la même pensée en proclamant que la lumière ne doit pas rester sous le boisseau. Nous venons donc aujourd'hui, en ôtant le boisseau qui couvre la lumière, éclairer les causes des choses », écrit-il dans son introduction.

## Jugements
« Il est mort […] après s'être promené à travers tous les mondes avec des attitudes de somnambule égaré dans la vie réelle. 
Il n'est personne de ceux qui fréquentent les journaux et les théâtres qui n'ait connu ce singulier personnage, aux yeux vagues, à la redingote luisante, au chapeau dont les poils étaient immuablement hérissés… »

« Henri Delaage est, avons-nous dit, un thaumaturge méconnu ; il a avoué, en effet, à une personne de notre connaissance que pendant un hiver où régnait impitoyablement cette affection de poitrine si fâcheuse qu’on nomme la grippe, il n’avait qu’à se présenter dans un salon pour guérir immédiatement toutes les personnes qui s’y trouvaient ; il est vrai qu’il était la victime du miracle, car il y a gagné un léger enrouement qui ne l’a pas quitté depuis. Plusieurs amis d’Henri Delaage nous ont assuré qu’il a le don d’ubiquité, on vient de le quitter au bureau de la Patrie, on le retrouve chez Dentu, son éditeur, on s’enfuit effrayé, on rentre chez soi et l’on y trouve… Delaage qui vous attendait.
Henri Delaage est aussi un fascinateur habile. »

« La tenue négligée de Delaage était légendaire. Jamais il ne brossait son chapeau, et sa redingote avait toujours l’air râpé et poussiéreux ; malgré cela, je me souviens de l’avoir entendu affirmer, un jour – c’était quelque temps après la guerre de 1870 – qu’il devait quatorze mille francs à son tailleur. »

## Publications
- Henri D*** (nouvelle édition entièrement revue et corrigée), Initiation aux mystères du magnétisme, Rouen, A. Péron, 1847 (lire en ligne sur Gallica).
- Henri D***, Affranchissement des classes déshéritées, Paris, Périsse frères, 1848 (lire en ligne sur Gallica).
- Perfectionnement physique de la race humaine, ou Moyens d’acquérir la beauté d’après les procédés occultes des mages de Chaldée, des philosophes hermétiques, d’Albert-le-Grand, de Paracelse, et des principaux thaumaturges des siècles écoulés, Paris, P. Lesigne, 1850.
- Le Monde occulte, ou Mystères du magnétisme dévoilés par le somnambulisme ; précédé d’une introduction sur le magnétisme par le P. Lacordaire, Paris, P. Lesigne, 1851.
- Doctrines des sociétés secrètes, ou Épreuves, régimes, esprit, instructions, mœurs des initiés aux différents grades des mystères d’Isis, de Mithra, des chevaliers du Temple, des carbonari et des francs-maçons, Édouard Dentu, 1852.
- Le Monde prophétique, ou Moyens de connaître l’avenir employés par les sibylles, les pythies, les aruspices, les sorcières, les tireuses de cartes, les chiromanciennes et les somnambules lucides, Paris, Édouard Dentu, 1853.
- L’Éternité dévoilée, ou Vie future des âmes après la mort, Paris, Édouard Dentu, 1854.
- Les Ressuscités au ciel et dans l’enfer, Paris, Édouard Dentu, 1855.
- La Science du vrai, ou les Mystères de la vie, de l’amour, de l’éternité et de la religion dévoilés, Paris, Édouard Dentu, 1882 — sur Google Livres.

## Introductions
- « Introduction sur la magie magnétique », dans Mémoires d’un magnétiseur : contenant la biographie de la somnambule Prudence Bernard ; orné de deux portraits de Prudence Bernard et d’Auguste Lassaigne ; précédés de par Henri Delaage, Auguste Lassaigne, Paris, Germer Baillière, 1851.
- Ferdinand Silas (précédée d’une introduction sur l’action motrice du fluide magnétique par Henri Delaage), Instruction explicative et pratique des tables tournantes : d’après les publications allemandes, américaines, et les extraits des journaux allemands, français et américains, Paris, Houssiaux, 1853, 30 p., in-8º (lire en ligne sur Gallica).